# Timothy Chandler
Timothy Chandler (Frankfurt, 1990. március 29. –) amerikai válogatott labdarúgó, az Eintracht Frankfurt játékosa.

## Sikerei, díjai
- Eintracht Frankfurt
  - Német kupa: 2017–18
  - Európa-liga: 2021–22

## Fordítás
Ez a szócikk részben vagy egészben  a   Timothy Chandler című angol Wikipédia-szócikk fordításán alapul.  Az eredeti cikk szerkesztőit annak laptörténete sorolja fel. Ez a jelzés csupán a megfogalmazás eredetét és a szerzői jogokat jelzi, nem szolgál a cikkben szereplő információk forrásmegjelöléseként.